# NK Primorje
NK Primorje bio je slovenski nogometni klub iz Ajdovščine.

## Vanjske poveznice
- Službene stranice (slov.)